# 히가시촌
히가시촌(일본어: 東村)은 일본 오키나와현 오키나와섬 북부에 있는 구니가미군의 촌으로 얀바루의 자연 등으로 알려져 있다.
촌화(마을의 꽃)인 철쭉으로 유명하고, 매년 3월에는 철쭉 축제(つつじ祭まつり, 쯔쯔지마츠리)가 열린다.

## 지리
오키나와섬 북부 구니가미군의 고쿠토 반도 동부에 위치한다. 촌 북동부에는 오키나와현 최대의 댐인 후쿠치댐이 있다. 정 북부의 구니가미촌과의 경계 부근에는 미군의 연습장이 있다.

### 인접한 자치체
- 나고시
- 구니가미군 구니가미촌, 오기미촌

## 역사
- 1923년 - 당시 구시촌(현 나고시의 일부)에서 북부의 6개 취락이 분리되어 히가시촌이 되었다.
- 1974년 - 오키나와 최대의 댐인 후쿠치댐이 완공되었다.

## 경제
주요 산업은 1차 산업으로 파인애플, 사탕수수 등의 재배가 활발하다.

## 교통

### 도로
- 국도 331호선

## 같이 보기
- 얀바루